# Studios Rockfield

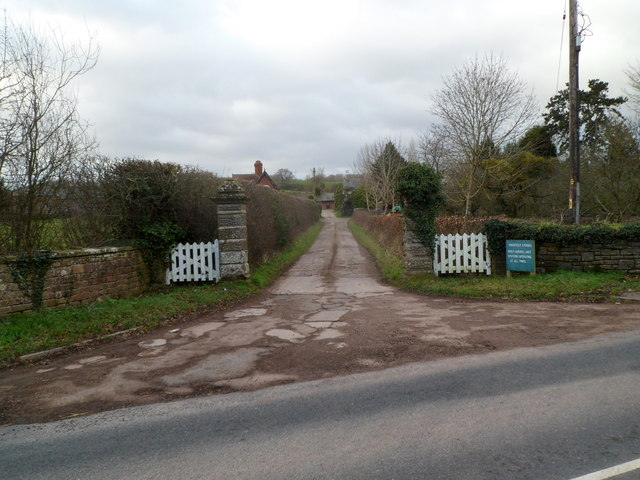
L'entrée des studios.

Les studios Rockfield (Rockfield Studios) sont un studio d'enregistrement situé près du village de Rockfield, dans le pays de Galles.

## Liste d'albums enregistrés aux studios Rockfield

### Années 1970
- Joan Armatrading : Back to the Night (1975)
- Budgie : Budgie (1971), Squawk (1972), In for the Kill (1974)
- Dave Edmunds : Rockpile (1972), Subtle as a Flying Mallet (1975), Get It (1977)
- Dr. Feelgood : Down by the Jetty (1975), Sneakin' Suspicion (1977)
- Peter Hammill : Chameleon in the Shadow of the Night (1973), Nadir's Big Chance (1975)
- Hawkwind : Doremi Fasol Latido (1972), Warrior on the Edge of Time (1975), Quark, Strangeness and Charm (1977), PXR5 (1979)
- Motörhead : On Parole (1979)
- Graham Parker : Heat Treatment (1976)
- Queen : Sheer Heart Attack (1974), A Night at the Opera (1975)
- Rush : A Farewell to Kings (1977), Hemispheres (1978)
- The Skids : Days in Europa (1979)
- Simple Minds : Real to Real Cacophony (1979)
- Van der Graaf Generator : Godbluff (1975), Still Life (1976), World Record (1976), The Quiet Zone/The Pleasure Dome (1977)

### Années 1980
- Adam and the Ants : Kings of the Wild Frontier (1980)
- Alain Bashung : Pizza (1981)
- Bauhaus : The Sky's Gone Out (1982), Burning from the Inside (1983)
- Christian Death : Atrocities (1986)
- Conflict : The Ungovernable Force (1986)
- The Cult : Dreamtime (1989)
- The Damned : The Black Album (1980), Strawberries (1982)
- Echo and the Bunnymen : Crocodiles (1980), Porcupine (1983)
- James : Strip-mine (1988)
- Hawkwind : Sonic Attack (1981), Choose Your Masques (1982), The Chronicle of the Black Sword (1985), The Xenon Codex (1988)
- Robert Plant : Pictures at Eleven (1982), The Principle of Moments (1983)
- Iggy Pop : Soldier (1980)
- The Saints : All Fools Day (1985)
- The Sound : From the Lions Mouth (1981)
- The Stone Roses : The Stone Roses (1989)
- Tones on Tail : Pop (1984)

### Années 1990
- Ash : 1977 (1996)
- Big Country : No Place Like Home (1991)
- Black Sabbath : Dehumanizer (1992)
- The Boo Radleys : C'mon Kids (1996)
- Hawkwind : Space Bandits (1990), Alien 4 (1995)
- HIM : Razorblade Romance (1999)
- Oasis : (What's the Story) Morning Glory? (1995)
- Paradise Lost : One Second (1997)
- Sepultura : Chaos A.D. (1993), Refuse/Resist (1994)
- Stereophonics : Word Gets Around (1997), Performance and Cocktails (1999)
- The Stone Roses : Second Coming (1994)
- Super Furry Animals : Fuzzy Logic (1996)

### Années 2000
- Coldplay : Parachutes (2000)
- The Coral : The Invisible Invasion (2005)
- Alex Lloyd : Watching Angels Mend (2001)
- Manic Street Preachers : Know Your Enemy (2001), Journal for Plague Lovers (2009)
- Mansun : Kleptomania (2004)
- Simple Minds : Graffiti Soul (2009)
- Suede : A New Morning (2002)
- Super Furry Animals : Rings Around the World (2001), Phantom Power (en) (2003), Hey Venus! (2007)
- Supergrass : Life on Other Planets (2002)
- Teenage Fanclub : Howdy! (2000)
- KT Tunstall : Drastic Fantastic (2007)

### Années 2010
- Violent Soho : Violent Soho (2010)
- The Maccabees : Given to the Wild (2012)
- Maxïmo Park : The National Health (2012)
- Opeth : Sorceress (2016)

## Documentaire
- 2020 : Rockfield, le rock'n'roll est dans le pré, documentaire Arte[1]